# Burghasunger Berg
Burghasunger Berg este o arie protejată (arie specială de conservare — SAC, sit de importanță comunitară — SCI) din Germania întinsă pe o suprafață de 9,43 ha, integral pe uscat.

## Localizare
Centrul sitului Burghasunger Berg este situat la coordonatele 51°19′28″N 9°16′31″E / 51.3244°N 9.2753°E.

## Înființare
Situl Burghasunger Berg a fost declarat sit de importanță comunitară în aprilie 1999 pentru a proteja 1 specie de animale. Situl a fost protejat și ca arie specială de conservare în martie 2008.

## Biodiversitate
Situată în ecoregiunea continentală, aria protejată conține 5 habitate naturale: Fânețe de joasă altitudine (Alopecurus pratensis, Sanguisorba officinalis), Pante stâncoase silicioase cu vegetație casmofită, Roci stâncoase cu vegetație pionieră de Sedo-Scleranthion sau Sedo albi-Veronicion dillenii, Păduri de stejar și carpen Galio-Carpinetum, Păduri pe pante, grohotișuri și ravene de Tilio-Acerion.
La baza desemnării sitului se află o specie protejată de  păsări: sfrâncioc roșiatic (Lanius collurio).
Pe lângă speciile protejate, pe teritoriul sitului au mai fost identificate 12 specii de plante, 8 specii de nevertebrate.